# Communauté de communes de la Montagne Noire
Die Communauté de communes de la Montagne Noire ist ein französischer Gemeindeverband mit der Rechtsform einer Communauté de communes im Département Aude der Region Okzitanien. Sie wurde am 1. Januar 2014 gegründet und umfasst 22 Gemeinden (Stand: 1. Januar 2020). Der Verwaltungssitz befindet sich im Ort Les Ilhes.

## Historische Entwicklung
Der Gemeindeverband entstand 2014 durch die Fusion der Vorgängerorganisationen Communauté de communes du Cabardès Montagne Noire und Communauté de communes du Haut-Cabardès.
Mit Wirkung vom 1. Januar 2017 wechselte die Gemeinde Les Cammazes (Département Tarn) zur Communauté de communes Lauragais Revel Sorèzois. Dadurch wurde die bisherige Département-Überschreitung der Mitgliedsgemeinden beendet.
Zum 1. Januar 2020 verließ die Gemeinde Trassanel den Gemeindeverband und schloss sich der Carcassonne Agglo an.

## Mitgliedsgemeinden
| Gemeinde                                    | Einwohner 1. Januar 2022 | Fläche km² | Dichte Einw./km² | Code INSEE | Postleitzahl |
| ------------------------------------------- | ------------------------ | ---------- | ---------------- | ---------- | ------------ |
| Brousses-et-Villaret                        | 352                      | 11,16      | 32               | 11052      | 11390        |
| Caudebronde                                 | 220                      | 6,22       | 35               | 11079      | 11390        |
| Cuxac-Cabardès                              | 953                      | 25,06      | 38               | 11115      | 11390        |
| Fontiers-Cabardès                           | 467                      | 8,46       | 55               | 11150      | 11310        |
| Fournes-Cabardès                            | 52                       | 12,45      | 4                | 11154      | 11600        |
| Fraisse-Cabardès                            | 104                      | 7,13       | 15               | 11156      | 11600        |
| La Tourette-Cabardès                        | 22                       | 5,03       | 4                | 11391      | 11380        |
| Labastide-Esparbairenque                    | 62                       | 16,77      | 4                | 11180      | 11380        |
| Lacombe                                     | 184                      | 14,99      | 12               | 11182      | 11310        |
| Laprade                                     | 116                      | 4,61       | 25               | 11189      | 11390        |
| Lastours                                    | 148                      | 2,80       | 53               | 11194      | 11600        |
| Les Ilhes                                   | 61                       | 4,16       | 15               | 11174      | 11380        |
| Les Martys                                  | 307                      | 19,18      | 16               | 11221      | 11390        |
| Mas-Cabardès                                | 173                      | 9,09       | 19               | 11222      | 11380        |
| Miraval-Cabardès                            | 55                       | 12,16      | 5                | 11232      | 11380        |
| Pradelles-Cabardès                          | 160                      | 20,61      | 8                | 11297      | 11380        |
| Roquefère                                   | 71                       | 8,06       | 9                | 11319      | 11380        |
| Saint-Denis                                 | 511                      | 8,21       | 62               | 11339      | 11310        |
| Saissac                                     | 909                      | 57,03      | 16               | 11367      | 11310        |
| Salsigne                                    | 388                      | 11,48      | 34               | 11372      | 11600        |
| Villanière                                  | 147                      | 7,04       | 21               | 11411      | 11600        |
| Villardonnel                                | 510                      | 16,63      | 31               | 11413      | 11600        |
| Communauté de communes de la Montagne Noire | 5.972                    | 288,33     | 21               | –          | –            |